# Supercoppa di Cina 2013
La Supercoppa di Cina 2013 è stata l'undicesima edizione della Supercoppa di Cina.
Si è svolta il 3 marzo 2013 al Tianhe Stadium di Guangzhou, tra il Guangzhou Evergrande, vincitore della Chinese Super League e della Coppa di Cina, e il Jiangsu Sainty, secondo classificato nella Chinese Super League.
La vittoria del trofeo è andata al Jiangsu Sainty, che ha sconfitto per 2-1 il Guangzhou Evergrande grazie all'autorete di Zhang Linpeng e al gol di Sjarhej Kryvec. Per il Guangzhou ha segnato Darío Conca.

## Tabellino
| Arbitro: | Tan Hai |

|                  |           |                                     |
| Conca 72’ (rig.) | Marcatori | 19’ (aut.) Zhang Linpeng 28’ Kryvec |

| Guangzhou Evergrande | Jiangsu Sainty |

### Formazioni
|                |    |                |     |     |
|                |    |                |     |     |
| P              | 1  | Zeng Cheng     |     |     |
| D              | 5  | Zhang Linpeng  |     |     |
| D              | 6  | Feng Xiaoting  |     |     |
| D              | 28 | Kim Young-Gwon |     |     |
| D              | 32 | Sun Xiang      |     |     |
| C              | 16 | Huang Bowen    |     | 38’ |
| C              | 10 | Zheng Zhi (c)  |     |     |
| C              | 15 | Darío Conca    |     |     |
| C              | 29 | Gao Lin        |     | 56’ |
| C              | 11 | Muriqui        |     |     |
| A              | 9  | Elkeson        |     | 56’ |
| Sostituti:     |    |                |     |     |
| P              | 22 | Li Shuai       |     |     |
| D              | 4  | Zhao Peng      |     |     |
| D              | 33 | Rong Hao       |     |     |
| C              | 7  | Feng Junyan    |     |     |
| C              | 14 | Feng Renliang  |     | 56’ |
| C              | 24 | Shi Hongjun    |     |     |
| C              | 25 | Peng Xinli     |     |     |
| C              | 37 | Zhao Xuri      | 65’ | 38’ |
| A              | 18 | Lucas Barrios  |     | 56’ |
| Allenatore:    |    |                |     |     |
| Marcello Lippi |    |                |     |     |

|                |    |                   |     |     |
|                |    |                   |     |     |
| P              | 26 | Guan Zhen         | 84’ |     |
| D              | 5  | Zhou Yun          | 36’ |     |
| D              | 39 | Kamoliddin Tajiev |     |     |
| D              | 12 | Ai Zhibo (c)      | 71’ |     |
| D              | 23 | Ren Hang          |     |     |
| C              | 7  | Bari Mamatil      |     | 60’ |
| C              | 22 | Wu Xi             |     |     |
| C              | 8  | Liu Jianye        | 77’ | 82’ |
| C              | 24 | Ji Xiang          |     |     |
| A              | 21 | Sjarhej Kryvec    |     |     |
| A              | 11 | Hamdi Salihi      | 50’ | 73’ |
| Sostituti:     |    |                   |     |     |
| P              | 1  | Deng Xiaofei      |     |     |
| D              | 4  | Xu Youzhi         |     |     |
| D              | 6  | Jiang Jiajun      |     | 82’ |
| D              | 28 | Yang Xiaotian     |     |     |
| C              | 18 | Li Chi            |     |     |
| C              | 30 | Yin Lu            |     |     |
| A              | 15 | Ge Wei            |     |     |
| A              | 17 | Qu Cheng          |     | 73’ |
| A              | 20 | Sun Ke            | 64’ | 60’ |
| Allenatore:    |    |                   |     |     |
| Dragomir Okuka |    |                   |     |     |

## Campioni
| Vincitore Supercoppa di Cina 2013 |
| --------------------------------- |
| Jiangsu Sainty 1º titolo          |